# أبمنستر (محطة مترو أنفاق لندن)
أبمنستر (بالإنجليزية: Upminster)‏ هي إحدى محطات مترو أنفاق لندن. تقع على خط ديستريكت أفتتحت في المنطقة (Zone) رقم 6 أفتتحت في 1 مايو 1885، 2 يونيو 1902.